# Surf de neu als Jocs Olímpics d'hivern de 2014
Als Jocs Olímpics d'Hivern de 2014, que se celebraren a la ciutat de Sotxi (Rússia), es disputaren deu proves de surf de neu, cinc en categoria masculina i cinc en categoria femenina, quatre més que en l'edició anterior.
Les proves es realitzaren entre els dies 6 i 22 de febrer de 2014 a les instal·lacions del Rosa Khutor Extreme Park.

## Comitès participants
Hi participaren un total de 243 corredors de 31 comitès nacionals diferents.
| - Alemanya (10) - Andorra (1) - Austràlia (11) - Àustria (17) - Bèlgica (1) - Brasil (1) - Bulgària (2) - Canadà (24) - Corea del Sud (4) - Croàcia (1) - Eslovènia (10) |  | - Espanya (4) - Estats Units (23) - Finlàndia (11) - França (13) - Irlanda (1) - Itàlia (12) - Japó (8) - Kazakhstan (1) - Nova Zelanda (5) - Noruega (9) |  | - Països Baixos (6) - Polònia (6) - Regne Unit (7) - Txèquia (5) - Rússia (15) - Sèrbia (1) - Suècia (2) - Suïssa (24) - Ucraïna (2) - R.P. de la Xina (6) |

## Calendari

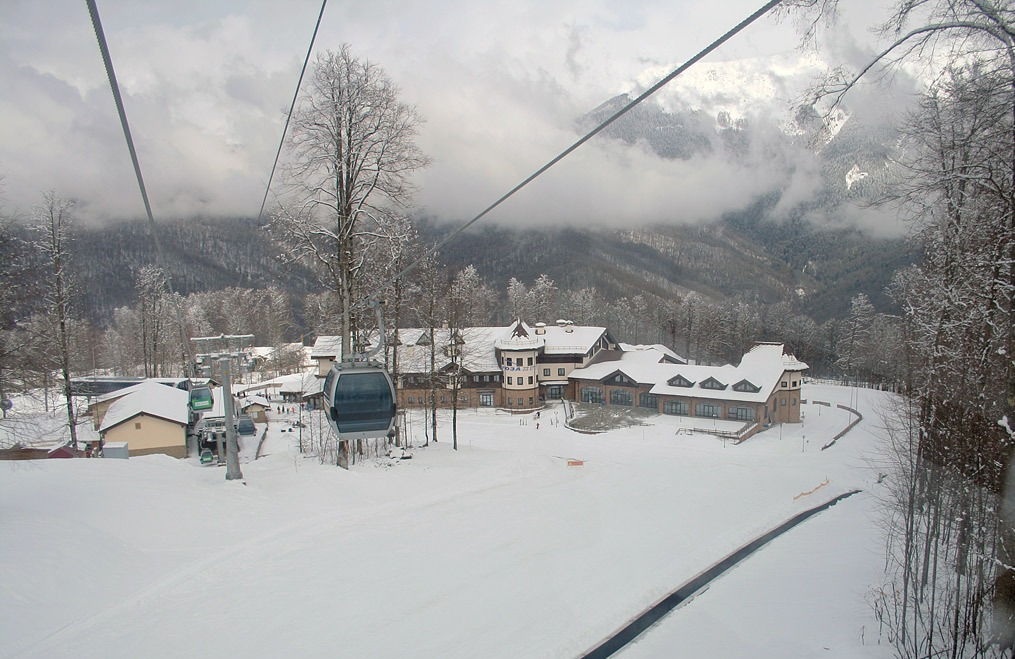
Viste del Rosa Khutor Alpine Resort

Els temps són UTC+04:00.
| Data         | Hora  | Prova                                                   |
| ------------ | ----- | ------------------------------------------------------- |
| 6 de febrer  | 10:00 | Qualificació slopestyle (homes i dones)                 |
| 8 de febrer  | 09:30 | Semifinals slopestyle (homes)                           |
| 8 de febrer  | 12:45 | Final slopestyle (homes)                                |
| 9 February   | 10:30 | Semifinals slopestyle (dones)                           |
| 9 February   | 13:15 | Final slopestyle (dones)                                |
| 11 de febrer | 14:00 | Qualificacions migtub (homes)                           |
| 11 de febrer | 19:00 | Qualificacions migtub (homes)                           |
| 11 de febrer | 21:30 | Final migtub (homes)                                    |
| 12 de febrer | 14:00 | Qualificacions migtub (dones)                           |
| 12 de febrer | 19:00 | Qualificacions migtub (dones)                           |
| 12 de febrer | 21:30 | Final migtub (dones)                                    |
| 16 de febrer | 11:00 | Qualificació camp a través (dones)                      |
| 16 de febrer | 13:15 | Final camp a través (dones)                             |
| 17 de febrer | 11:00 | Qualificació camp a través (homes)                      |
| 17 de febrer | 13:30 | Final camp a través (homes)                             |
| 19 de febrer | 09:00 | Qualificacions eslàlom gegant paral·lel (homes i dones) |
| 19 de febrer | 13:00 | Final eslàlom gegant paral·lel (homes i dones)          |
| 22 de febrer | 09:15 | Qualificacions eslàlom paral·lel (homes i dones)        |
| 22 de febrer | 13:15 | Final eslàlom paral·lel (homes i dones)                 |

## Resum de medalles

### Categoria masculina
| Prova                            | Or                 | Argent          | Bronze        |
| Camp a través Detalls            | Pierre Vaultier    | Nikolay Olyunin | Alex Deibold  |
| Eslàlom paral·lel Detalls        | Vic Wild           | Žan Košir       | Benjamin Karl |
| Eslàlom gegant paral·lel Detalls | Vic Wild           | Nevin Galmarini | Žan Košir     |
| Migtub Detalls                   | Iouri Podladchikov | Ayumu Hirano    | Taku Hiraoka  |
| Slopstyle Detalls                | Sage Kotsenburg    | Ståle Sandbech  | Mark McMorris |

### Categoria femenina
| Prova                            | Or                 | Argent            | Bronze          |
| Camp a través Detalls            | Eva Samková        | Dominique Maltais | Chloé Trespeuch |
| Eslàlom paral·lel Detalls        | Julia Dujmovits    | Anke Karstens     | Amelie Kober    |
| Eslàlom gegant paral·lel Detalls | Patrizia Kummer    | Tomoka Takeuchi   | Alena Zavarzina |
| Migtub Detalls                   | Kaitlyn Farrington | Torah Bright      | Kelly Clark     |
| Slopstyle Detalls                | Jamie Anderson     | Enni Rukajärvi    | Jenny Jones     |

## Medaller
| Pos. | País         | Or | Plata | Bronze | Total |
| 1    | Estats Units | 3  | 0     | 2      | 5     |
| 2    | Rússia       | 2  | 1     | 1      | 4     |
| 3    | Suïssa       | 2  | 1     | 0      | 3     |
| 4    | Àustria      | 1  | 0     | 1      | 2     |
| 4    | França       | 1  | 0     | 1      | 2     |
| 6    | Txèquia      | 1  | 0     | 0      | 1     |
| 7    | Japó         | 0  | 2     | 1      | 3     |
| 8    | Alemanya     | 0  | 1     | 1      | 2     |
| 8    | Canadà       | 0  | 1     | 1      | 2     |
| 8    | Eslovènia    | 0  | 1     | 1      | 2     |
| 11   | Austràlia    | 0  | 1     | 0      | 1     |
| 11   | Finlàndia    | 0  | 1     | 0      | 1     |
| 11   | Noruega      | 0  | 1     | 0      | 1     |
| 14   | Regne Unit   | 0  | 0     | 1      | 1     |
|      | Total        | 10 | 10    | 10     | 30    |